# Flottmann-Hallen

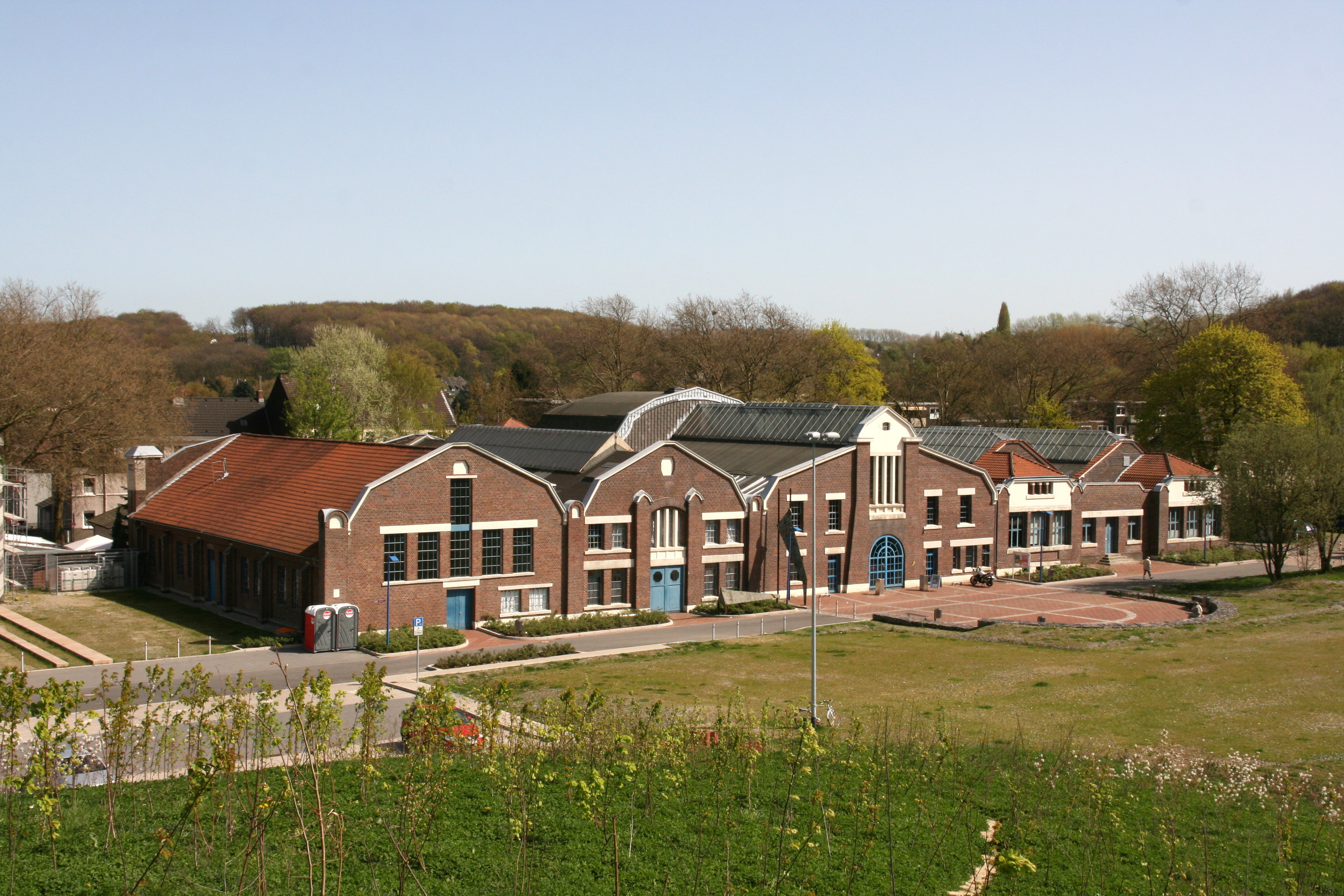
Flottmann-Hallen, im April 2011

Die Flottmann-Hallen sind ein Kultur- und Veranstaltungszentrum in Herne, Straße des Bohrhammers 5, und Teil der Route der Industriekultur.

## Geschichte
Die Flottmann-Hallen wurden 1908 als Produktionsstätte für die Flottmann-Werke geplant und errichtet. Der Entwurf in vom Jugendstil beeinflusster Reformarchitektur stammte von den Dortmunder Architekten Georg Schmidtmann und Julius Klemp. Hier arbeiteten bis zu 1.000 Menschen in Tag- und Nachtschichten.
Der Standort wurde 1983 stillgelegt. Die Fabrikgebäude wurden größtenteils abgerissen, nur Ausstellungs- und Versandhalle, Schmiede und Schlosserei blieben erhalten. Die bestehende Anlagen wurden unter Denkmalschutz gestellt und so vor dem Abriss gerettet.
Im Sommer 1985 entschloss sich die Stadt Herne, das Baudenkmal künftig als öffentliches Kultur- und Veranstaltungszentrum zu nutzen. Im Oktober 1986 wurden die Hallen der Öffentlichkeit als Kulturzentrum übergeben. Zwischen 1997 und 2000 wurde dort im 14-täglichen Rhythmus über 70 Folgen der WDR-Talkshow Mittwochs mit … produziert.
Die Herner Flottmann-Hallen sind heute unter anderem eine Spielstätte der RuhrTriennale, auch das International Cycling Film Festival wird seit dem Jahr 2009 alljährlich in den Flottmann-Hallen, dem zentralen Spielort des Festivals, eröffnet.

## Außenanlagen

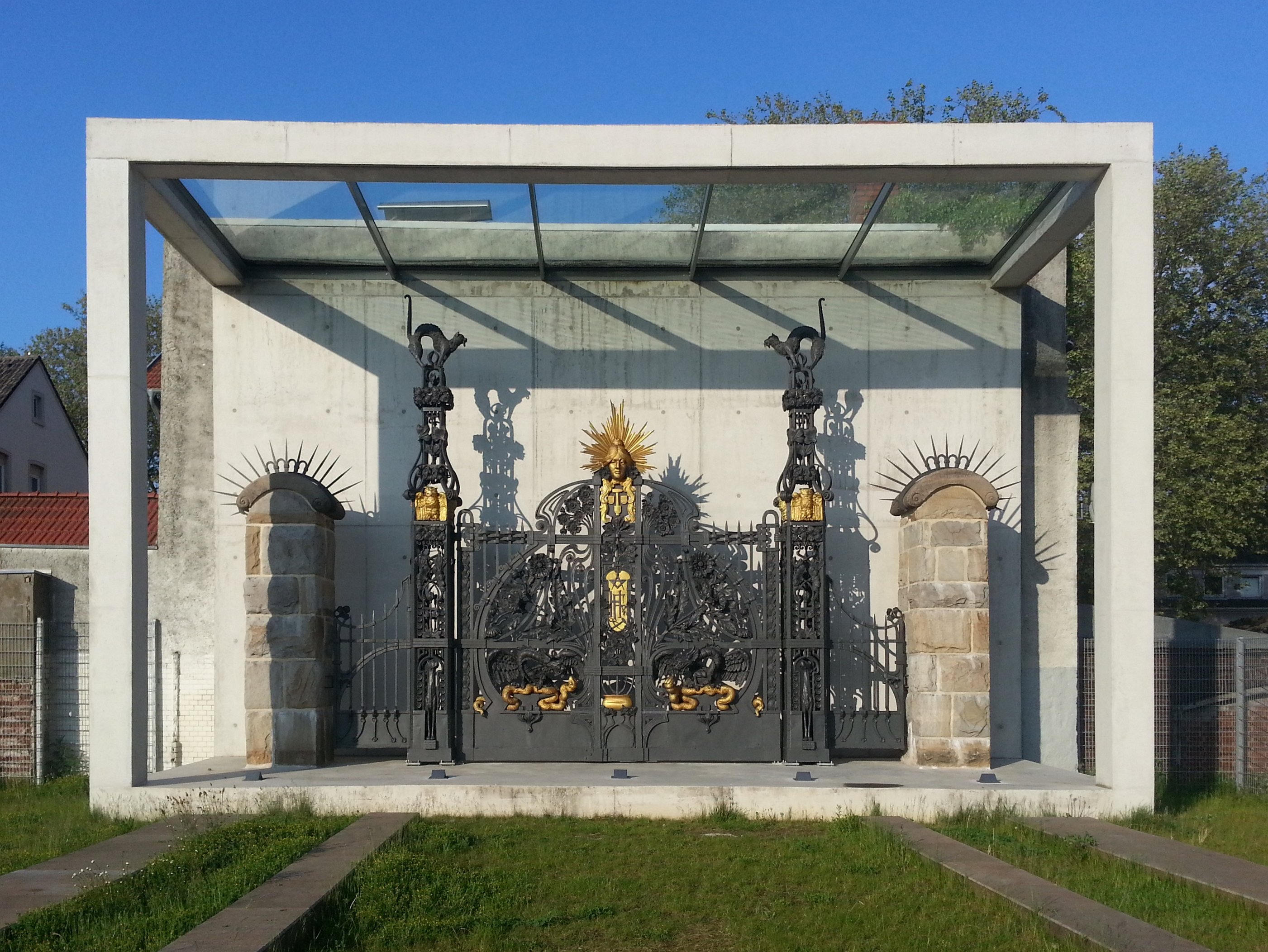
Flottmann-Tor unter seiner Schutzkonstruktion auf dem Gelände, Mai 2013

Nach einer Bodensanierung entstand 2008–2010 auf dem ehemaligen Fabrikgelände ein Naherholungspark.
Ein Blickfang auf dem Gelände ist das schmiedeeiserne Jugendstil-Tor, das von Karl Weinhold entworfen und von Heinrich Flottmann für sein Werkgelände gekauft wurde, nachdem es 1902 auf der Industrie- und Gewerbeausstellung Düsseldorf präsentiert worden war. 1967 stifteten die Flottmann-Werke das Tor der Stadt Herne. Es stand daraufhin lange Zeit im Park bzw. im Haupthof von Schloss Strünkede, wurde 2010 restauriert und unter einer Schutzkonstruktion aus Beton und Glas wieder auf dem Werksgelände aufgestellt.
Im auf dem weitläufigen Außengelände (einem Wald- und Wiesengelände) angelegten Skulpturenpark, der im Kulturhauptstadtjahr 2010 eröffnet wurde und stetig erweitert wird, sind Arbeiten von Heinrich Brockmeier (Zeit des Schweigens), Peter Schwickerath (Stahlschnitt), Reiner Seliger (sesto), Max Scholz, Norbert Thomas und Andreas Bee (Homburger) zu sehen. Neben dem Haupteingang ist eine von Thomas Baumgärtel in Pochoir-Technik gesprayte Banane zu finden.

## Kunst im Flottmannpark

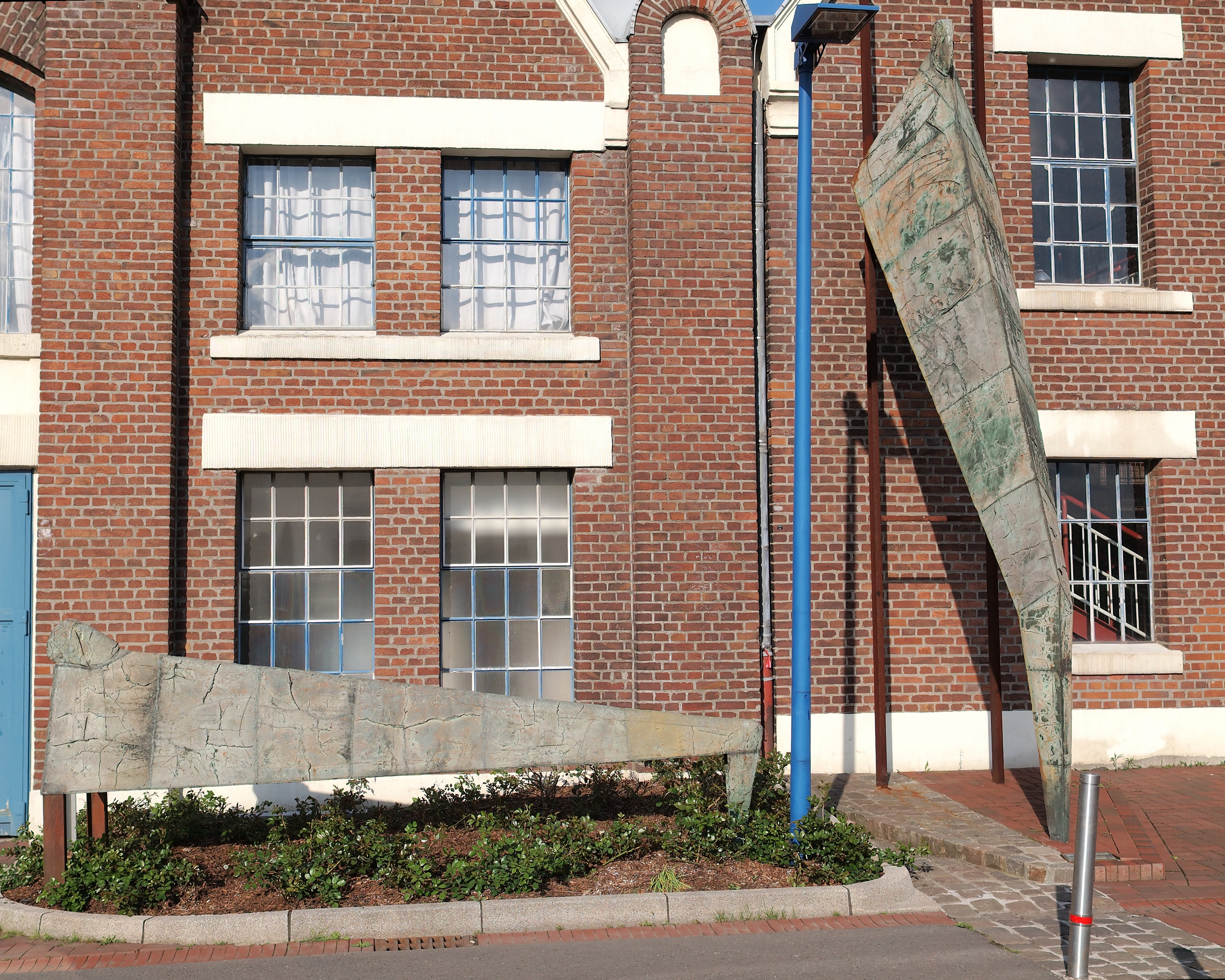
Zeit des Schweigens von Heinrich Brockmeier, 1992
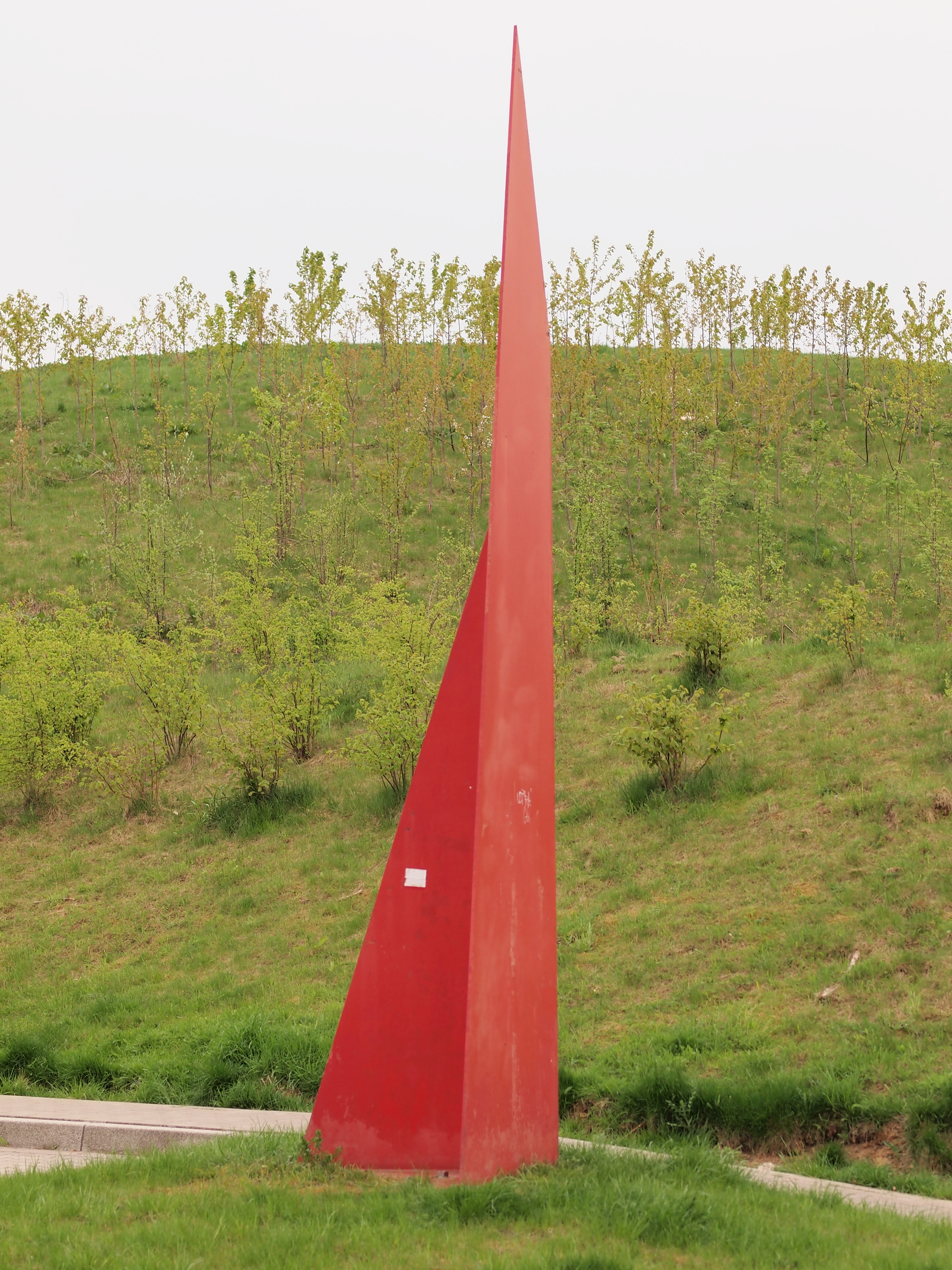
Cubecrack Nr. 6 von HD Schrader, 1995
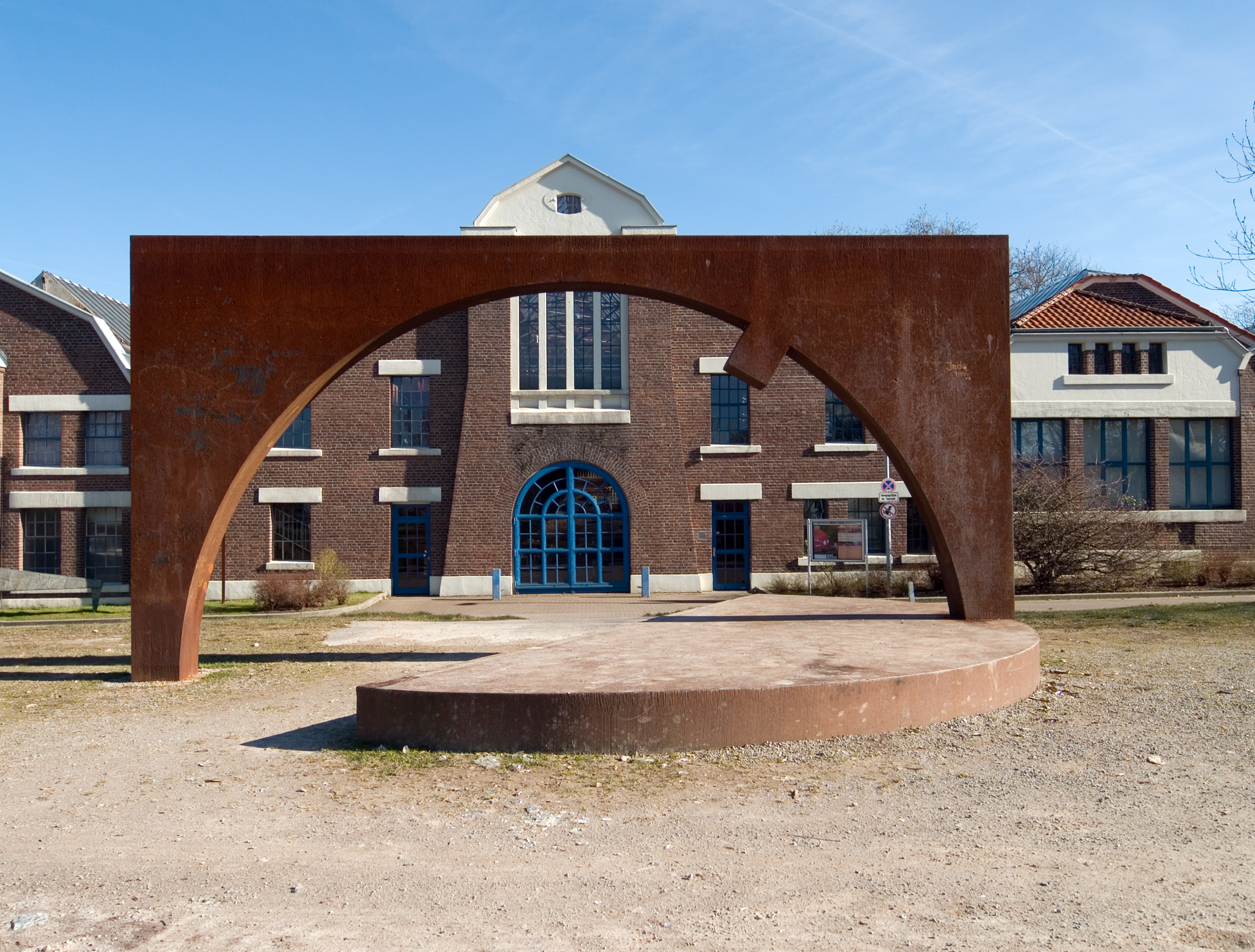
Stahlschnitt, von Peter Schwickerath, 2004
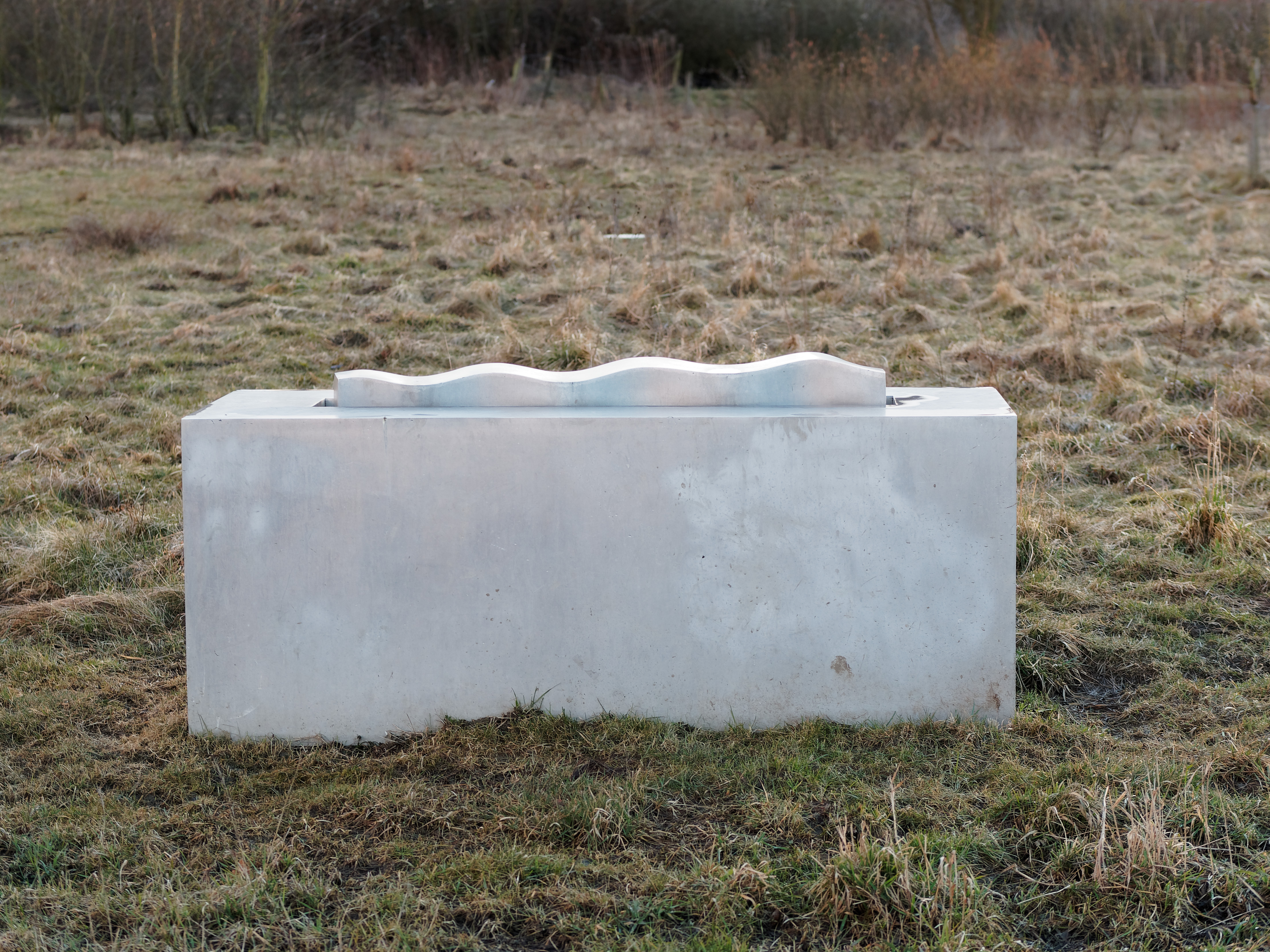
Genesis, von Ludwig Dinnendahl, 1998

## Sonderausstellungen
- 2010: Wasser (Herner Künstlerbund HKB)
- 2011: Yvonne Kendall & Henning Eichinger. returning to the surface
- 2011: Die Sammlung Gunhild Söhn
- 2012: 2. Europäische Jugendkunstausstellung (Überregionales Forum für Jugendliche zwischen 14 und 23 Jahren für die Präsentation ihrer Kunstwerke)[6]
- 2013/14: Ornamental Structures (Kooperationsausstellung mit der Städtischen Galerie Herne)
- 2014: Bernd Damke Gemälde aus 30 Jahren (Kooperationsausstellung mit der Städtischen Galerie Herne)
- 2014 3. Europäische Jugendkunstausstellung (Überregionales Forum für Jugendliche zwischen 14 und 23 Jahren für die Präsentation ihrer Kunstwerke)[7]
- 2015: 1+1 = zweierlei. Peter Könitz und Herrmann EsRichter
- 2015: Peter Schwickerath und Norbert Thomas
- 2016/17: Rudolf Knubel. "Mit den Augen denken. Retrospektive"
- 2017: Hans Joachim Albrecht & Petra Ellert. Konstruktion – Zeichen – Erzählung. Skulpturen aus Stahl und Papier
- 2017: Wahrhafte Unterstellungen. Künstlerische Forschung des YoungLab der [ID]factory/TU Dortmund
- 2017: Thomas P. Kausel. "Die Kraft der reinen, ungemischten Farbe"
- 2018: David Nash. "Holz und Kohle"
- 2018: Inge Gutbrod. "roundabout about round" – Installationen und Objekte
- 2019: KUR eine Ausstellung von Julia Arztmann und Sylvie Hauptvogel
- 2019: DUO – Skulpturen und Objekte
- 2019: Annette Wimmershoff & Hanns Armborst – "Gemeinsam sind wir zwei (Dünkelblau und Caput mortuum)"
- 2019: Jürgen Grislawski. Zwischen Staunen und Entsetzen
- 2020: Transparenz und Dichte, mit dem Westdeutschen Künstlerbund
- 2020: SALIGIA – Die 7 Todsünden
- 2021: „setzen stellen legen“ Matthias Stuchtey und Franziska Reinbothe
- 2021: Les amis
- 2022: sichtbar bleiben, zeitgleich in Schloss Strünkede, der Künstlerzeche Unser Fritz und in der vhs‐GALERIE in Wanne
- 2022: [ CUFH ] Eine malerische Landschaftsinszenierung von Nicola Schrudde
- 2022/23: Reiner Seliger. Arena
- 2023: Spuren 3. Herner Künstlerinnen & Künstler der Jahrgänge ab 1961
- 2023: RaumWechsel
- 2024: Peter Behrbohm. Islands within the net von Unterflurwarten und Erdfunkstellen

## Bedienung ÖPNV
| Linie | Verlauf | Takt (Mo–Fr) | Betreiber |
| ----- | --- | ------------ | --------- |
| 312   | (Wanne Waldfriedhof –) Herne Im Dannekamp – Wanne Markt – Mondpalast – Wanne-Eickel Hbf – Juliastraße/Großmarkt – Herne Bf – Herne Mitte – Kulturzentrum – Hölkeskampring – Marienhospital (→ Flottmann-Hallen) – Herne-Südpool (ab/bis Wanne Waldfriedhof nur samstags, sonn- und feiertags tagsüber)                                       | 20 min       | HCR       |
| NE32  | NachtExpress: Herne Bf → Horsthausen → Pantringshof → Schloß Strünkede → Herne Bf → Herne Mitte → Archäologie-Museum/Kreuzkirche → Tierpark Gysenberg → Siedlung Constantin → Herne-Süd → Flottmann-Hallen → Hölkeskampring → Herne Bf Fährt in den Nächten Freitag/Samstag, Samstag/Sonntag, vor Feiertagen und nach besonderer Ankündigung | 60 min       | HCR       |